# Кампос, Руй
Руй Кампос (порт. Ruy Campos / Rui Campos; 2 февраля 1922, Сан-Паулу — 2 января 2002, Сан-Паулу) — бразильский футболист, защитник.

## Карьера
Руй Кампос начал свою карьеру в клубе «Бонсусессо». В 1943 году он перешёл во «Флуминенсе». В составе «Флу» Руй выступал лишь год и покинул команду, перейдя в «Сан-Паулу». В сан-паульском клубе прошли лучшие годы карьеры Руя, там он составил часть знаменитой троицы команды, прозванное «Золотое трио», вместе с Бауэром и Нороньей. За «Сан-Паулу» Руй выступал на протяжении 9 сезонов, сыграв 272 матча и выиграв 4 чемпионата Сан-Паулу. После этого Руй недолго играл за «Бангу», а завершил карьеру в «Палмейрасе».
В составе сборной Бразилии Руй выступал с 1945 по 1950 год. В составе национальной команды он выиграл Кубок Рока в 1945 году, два кубка Рио-Бранко и чемпионат Южной Америки в 1949 году. В 1950 году Руй был участником команды, вышедшей в финал чемпионата мира, но в нём бразильцы проиграли Уругваю. Руй, как и множество участников финала, после этого матча в сборную больше не вызвался.

## Достижения
- Чемпион штата Сан-Паулу: 1945, 1946, 1948, 1949
- Обладатель кубка Рока: 1945
- Обладатель кубка Рио-Бранко: 1947, 1950
- Обладатель кубка Америки: 1949